# Bisdom Sées

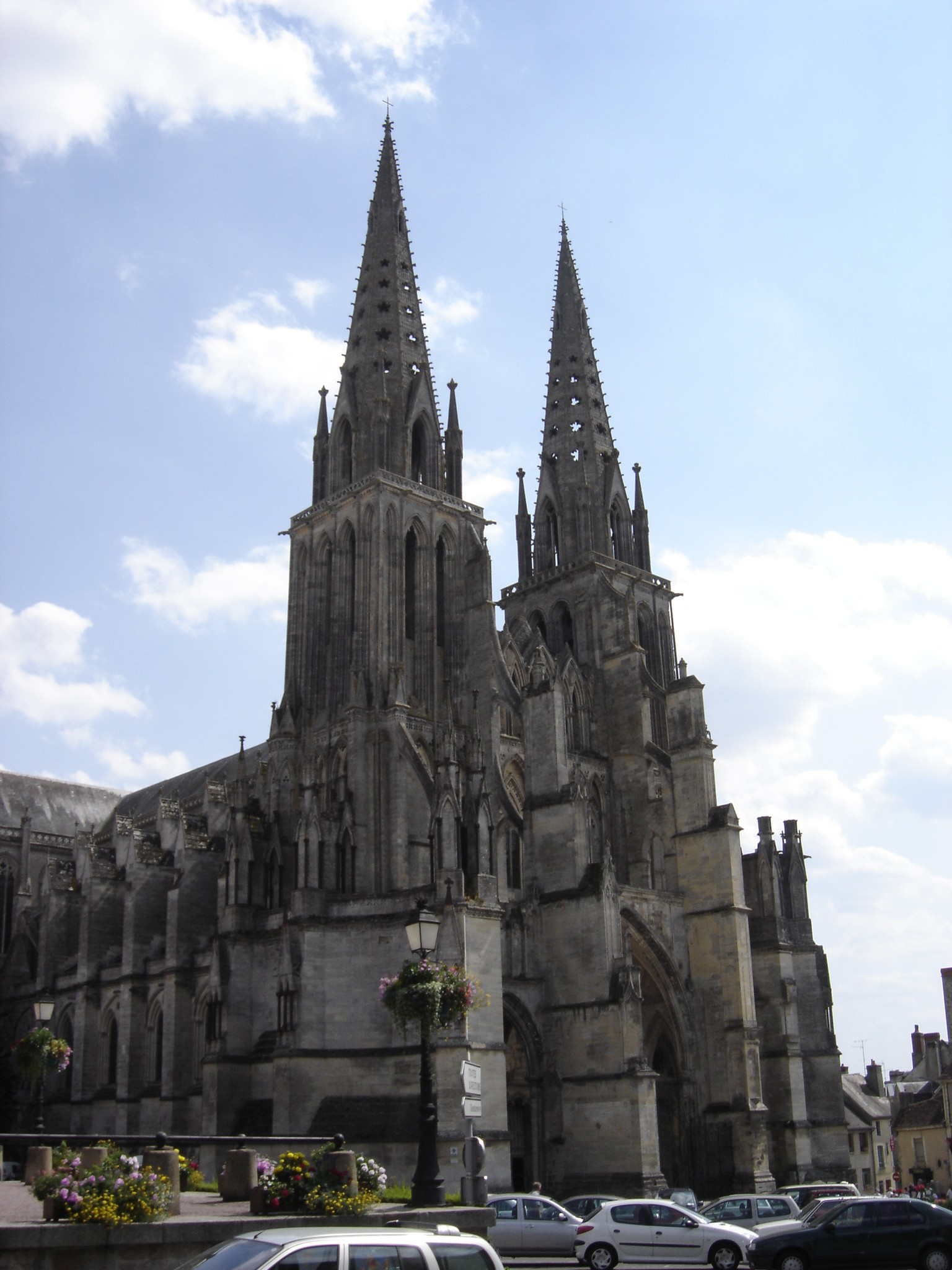
De kathedraal van Sées

Het bisdom (rood) binnen Frankrijk

Het bisdom Sées (ook Séez, Latijn: Dioecesis Sagiensis; Frans: Diocèse de Sées) is een rooms-katholiek bisdom in Frankrijk. De bisschopszetel is de stad Sées. Het bisdom heeft een oppervlakte van 6.103 km² en omvat het grondgebied van het departement Orne. Het is suffragaan aan het aartsbisdom Rouen.
In 2022 telde het bisdom ongeveer 261.000 katholieken op een totale bevolking van 279.942, of 93,2% van de bevolking. Het bisdom telde 33 parochies, bediend door 58 diocesane priesters.

## Geschiedenis
De eerste bisschop van Sées zou Latuinus geweest zijn, een Brits missionaris die in de vijfde eeuw de streek kerstende. Hij bouwde een eerste kerk in Sées op de plaats van een vroegere Romeinse tempel. Hij wordt sinds de negende eeuw als heilige vereerd. Een nieuwe kerstening volgde na de komst van de Vikingen in de negende eeuw. Na het Concordaat van 1801 werden de grenzen van het bisdom hertekend om samen te vallen met de grenzen van het departement Orne. Delen van het oude bisdom Lisieux werden bij Sées gevoegd. In de jaren 1990 werd het aantal parochies herleid van 509 naar 40, gelet op de secularisatie en het teruglopend aantal priesters.
Verschillende heiligen zijn afkomstig uit het bisdom Sées onder wie Johannes Eudes en Theresia van Lisieux.

## Bisschoppen
Enkele bisschoppen van het oude bisdom:
- Ivo II van Bellême (11e eeuw)
- Gerard van Sées (12e eeuw)
- Hugo II van Sées (13e eeuw)
- Jean-Baptiste du Plessis d’Argentré (1775-1805)

Bisschoppen van het nieuwe bisdom:
- Hilarion-François de Chevigné de Boischollet (1802-1812)
- Alexis Saussol (1817-1836)
- Mellon Jolly (1836-1844)
- Charles-Frédéric Rousselet (1844-1881)
- François-Marie Trégaro (1881-1897)
- Claude Bardel (1897-1926)
- Octave-Louis Pasquet (1926-1961)
- André-Jean-Baptiste Pioger (1961-1971)
- Henri-François-Marie-Pierre Derouet (1971-1985)
- Yves-Maria Dubigeon (1986-2002)
- Jean-Claude Boulanger (2002-2010)
- Jacques Habert (2010-2020)
- Bruno Feillet (2021- )

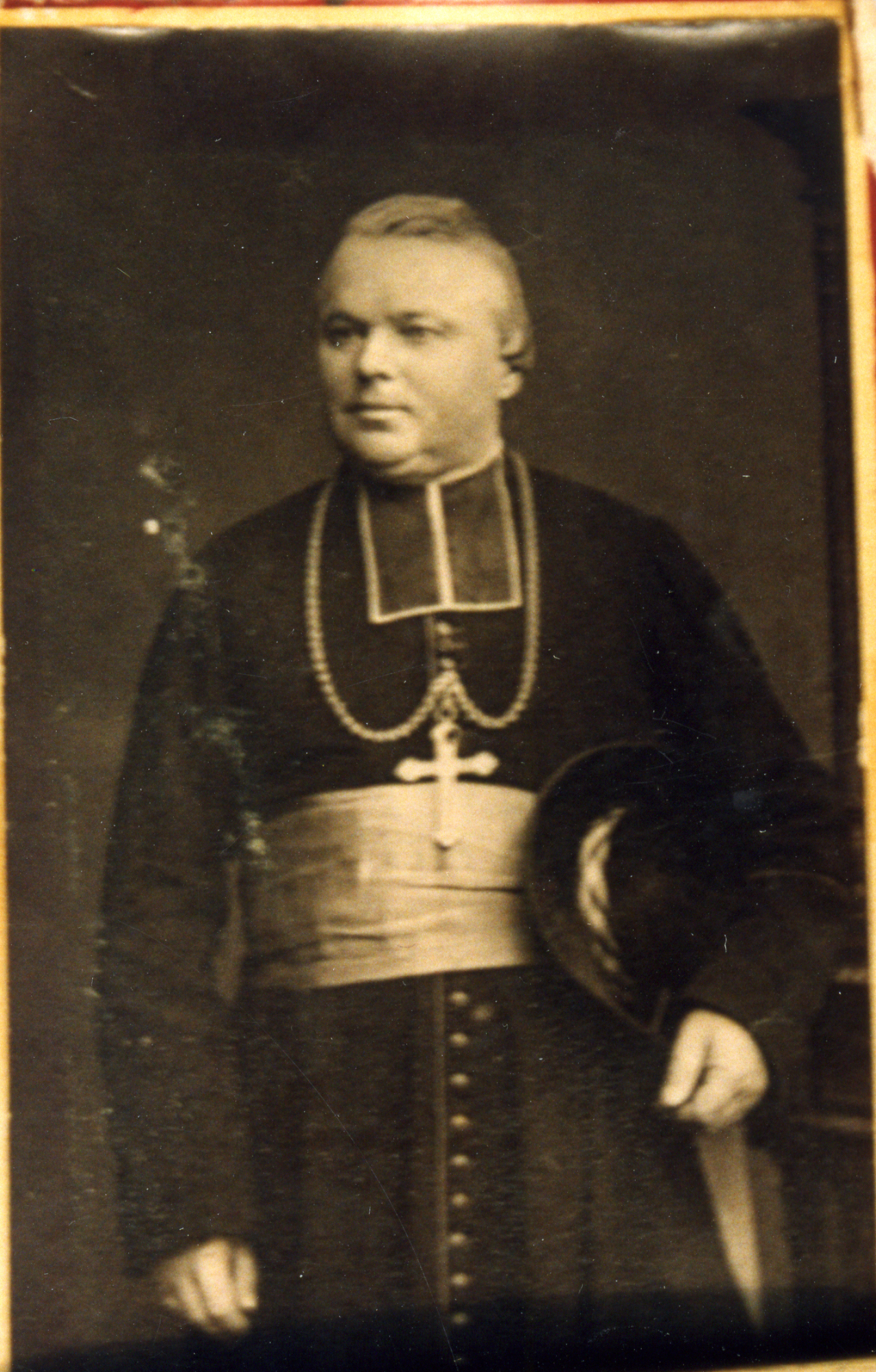
François-Marie Trégaro
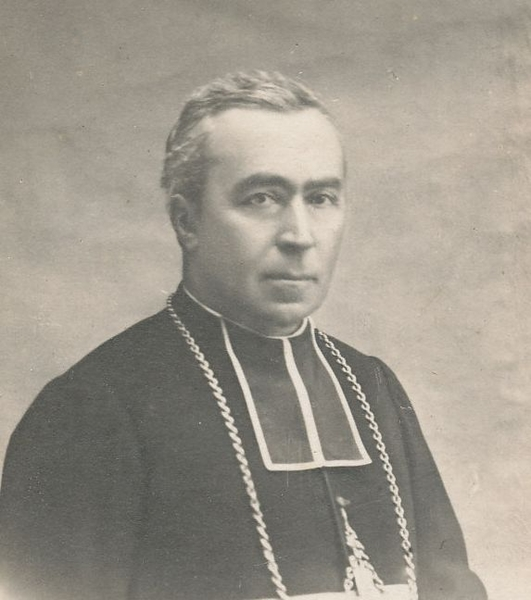
Claude Bardel
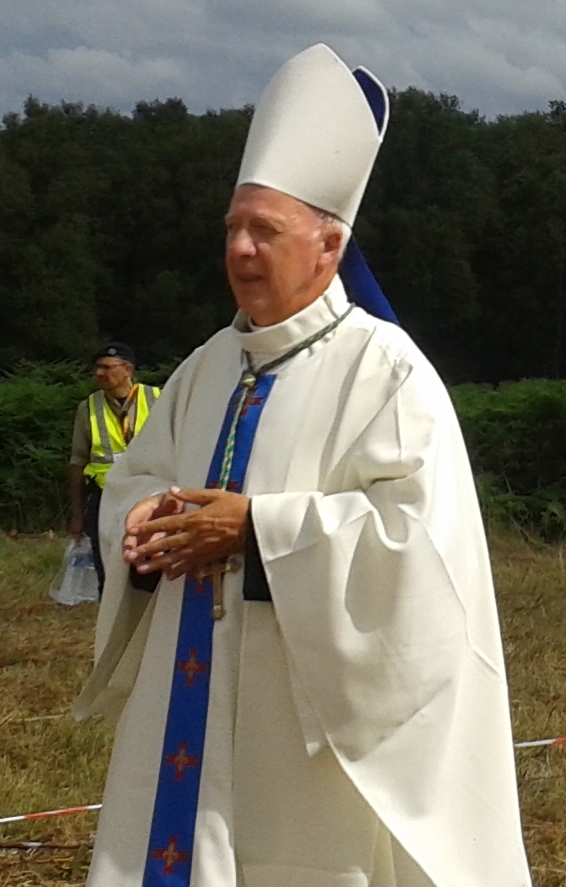
Jean-Claude Boulanger
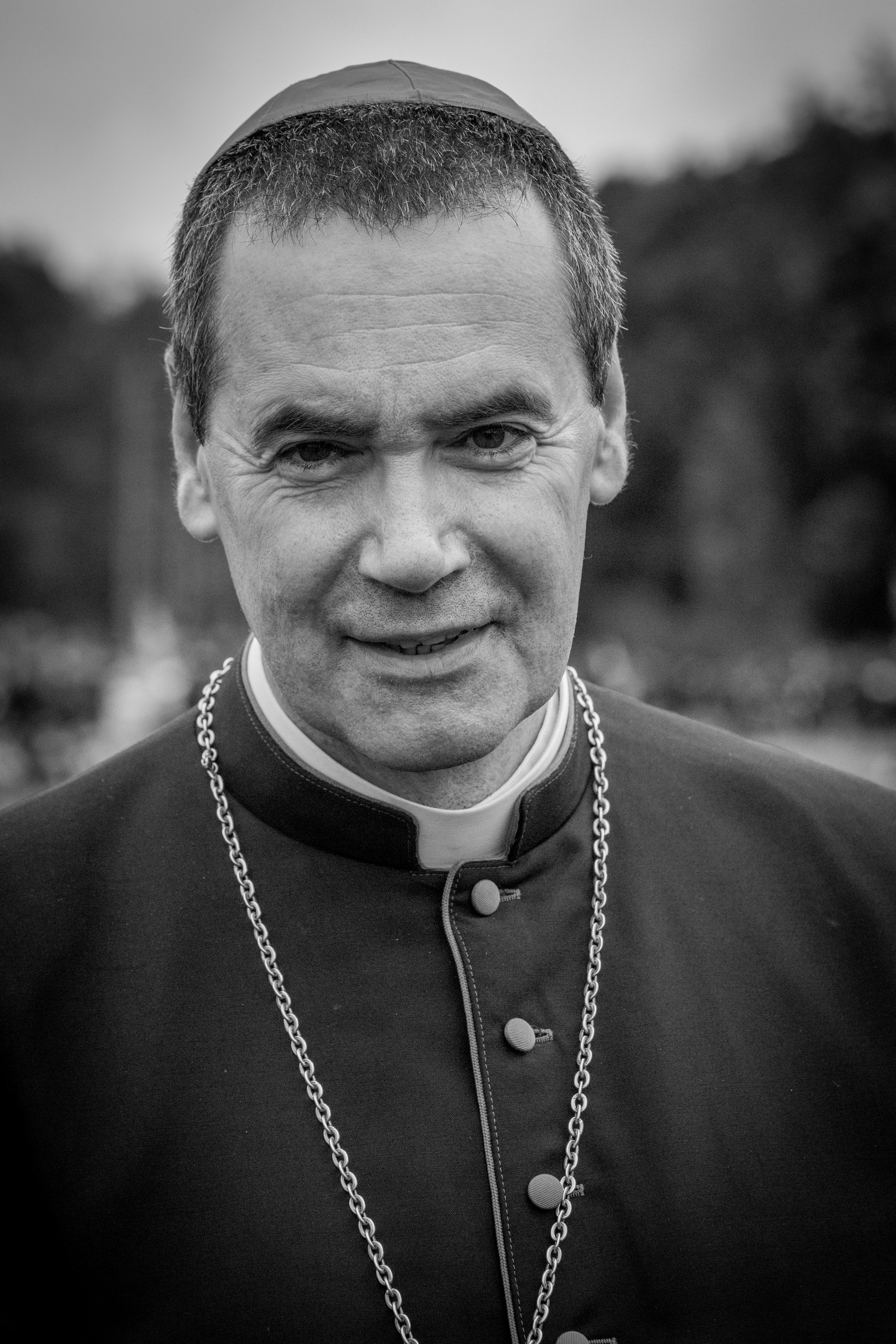
Jacques Habert